# Johann Stamitz
Johann Wenzel Anton Stamitz, znany też jako Jan Václav Antonín Stamic (ur. 17 lub 19 czerwca 1717 w Havlíčkovym Brodzie, zm. 27 marca 1757 w Mannheimie) – czesko-niemiecki kompozytor, skrzypek, kapelmistrz przełomu baroku i klasycyzmu. 
Pracował jako kapelmistrz i skrzypek. Tworzył symfonie, sonaty, tria, koncerty i dzieła religijne. Wyrastał z tradycji barokowych, ale stał się jednym z prekursorów klasycyzmu. Był założycielem szkoły mannheimskiej. Jego synowie Carl i Anton również zostali znanymi muzykami.